# Chris Beekman
Christiaan Hendrik (Chris) Beekman (Den Haag, 28 mei 1887 - Blaricum, 13 januari 1964) was een Nederlands, communistisch schilder en tekenaar.

## Leven
Chris Beekman werd op 28 mei 1887 geboren in een rooms-katholiek timmermansgezin. Hij kwam als 13-jarige in dienst bij de Plateelbakkerij Rozenburg in Den Haag waar hij tot 1909 werkzaam zou blijven. Hij beschilderde er aardewerk en maakte er kennis met de socialistische arbeidersbeweging. In zijn vrije tijd en tijdens avondcursussen ontwikkelde hij zijn teken- en schildersvaardigheid.
Vanaf 1913 woonde hij enkele jaren in Parijs om rond 1916 terug te keren naar Nederland waar hij zich vestigde in Het Gooi (Eemnes). Hier zou Beekman werken volgens de principes van De Stijl.
Rond 1930 ging Beekman wonen en werken in Amsterdam, waar het communisme en de politiek steeds zichtbaarder werden in zijn werk. Hij leende zijn werk aan enkele antifascistische tentoonstellingen. Ook schilderde, tekende en etste hij werk dat het leven van de arbeiders tot onderwerp had. Tijdens en na de oorlog maakte hij werk waarin ook het verzet in beeld werd gebracht. Zo schilderde hij een portret van de verzetsstrijdster Hannie Schaft.
Beekman zette zich als bestuurslid van kunstenaarsorganisatie "De Onafhankelijken" en later de "Nederlandse Federatie van Beeldende Kunstenaarsverenigingen" in voor de belangen van beeldend kunstenaars.

## Musea
Beekmans schilderijen bevinden zich onder andere in de volgende musea: 
- Singer Museum te Laren
- Gemeentemuseum Den Haag
- Kröller-Müller Museum te Otterlo
- Museum Belvédère te Heerenveen

- Biografisch Portaal: 67672362
- Digitale Bibliotheek voor de Nederlandse Letteren: beek047
- Gemeinsame Normdatei: 121996018
- International Standard Name Identifier: 0000 0000 6684 3124
- Library of Congress Control Number: nr00012213
- Nederlandse Thesaurus van Auteursnamen: 071044183
- RKD-Nederlands Instituut voor Kunstgeschiedenis: 5720
- Union List of Artist Names: 500064653
- Virtual International Authority File: 74723649
- WorldCat: E39PBJv4r9q3MGVybPbQg3Krv3